# Dig Down
Dig Down — сингл британской альтернативной рок-группы группы Muse. Был выпущен 18 мая 2017 года и затем вошёл в восьмой студийный альбом группы — Simulation Theory.

## Предпосылки
Muse говорили о выпуске новой песни с мая 2017 года. Песня была выпущена вместе с клипом.

## Участники записи
Muse
- Мэттью Беллами — вокал, гитара
- Крис Уолстенхолм — бас-гитара, бэк-вокал
- Доминик Ховард — ударные